# ヴァンパイアレイン
『ヴァンパイアレイン』（VAMPIRE RAIN）は、アートゥーンが開発し、AQインタラクティブから2007年1月にXbox 360用が、2008年にプレイステーション3(PS3)版「ヴァンパイアレイン：アルタードスピーシーズ」が発売されたアクションゲームである。

## ゲーム内容
- ステルスゲームに属するが、他のステルス・アクションゲームとは異なり、ナイトウォーカー（ヴァンパイア）に見つからないように、ミッションを遂行しなければならない。また、敵に発見された場合生き残る事は困難な難易度設定がされており、基本的に見つかったらゲームオーバーといってもいい。
- ステージ内にはナイトウォーカーだけでなく、一般人も紛れており、『ネクロビジョン』と呼ばれる装置を用いることで区別できる（一般人は緑色、ナイトウォーカーは赤色に光って見える）。ネクロビジョンでナイトウォーカーをマーキングすると、マーキングしたナイトウォーカーの視線や動きをマップ上で確認できるようになる。一般人はナイトウォーカーとは違って、見つかってもプレイヤーに危害を加えることはないが、プレイヤーの姿を見ると騒ぎ出して近くにいるナイトウォーカーをおびき寄せる危険性がある。誤って一般人を殺害するとゲームオーバーとなる。
- ナイトウォーカーを撃破する方法は「離れた場所からの銃撃」もしくは、「背後からゆっくりと近付き、対ナイトウォーカー用の近接武器『紫外線ナイフ』で仕留める」であるが、タイミングを誤ると高確率で返り討ちにされる。また、ナイトウォーカーの中にはグループとなっている個体が存在し、そのグループのリーダー（ネクロビジョンで見ると黄色く光って見える）を倒すと、そのグループ内のナイトウォーカー（リーダーと赤いラインで結ばれている個体）を一網打尽にできる。

## ストーリー
長きに渡り存在を隠され続けてきたヴァンパイア。彼らは実在し、彼らの餌食となった者は全て行方不明者として処理されてきた。
しかし受け身の対応では防ぎきることが出来ない。
この危機に対しアメリカ合衆国は精鋭を選出、ヴァンパイア掃討の為の極秘任務を与えた。
ある街に驚異的な力を持つ大量のヴァンパイアたち、ヴァンパイアの感覚を鈍らせる雨が降り始めた。
負けることの許されない戦いが始まる…
その街では驚異的な力を持つ“ヴァンパイア”に先に気づかれることは、死を意味する…。

## キャラクター

### AIB(American Information Bureau)
AIBは『国家情報局』を意味しており、アメリカのみならず世界全体を脅かす存在になったナイトウォーカー(略称:NW)に対抗し、壊滅させるための特殊部隊である。NWの生息地を調査、偵察する先行偵察部隊と、その部隊が入手した情報をもとに殲滅作戦を行う殲滅部隊で構成される。
ジョン・ロイド
本作のプレイヤーキャラクター。5年前に別の部隊に所属したが、NWによって部隊はロイド除いて全滅した。その後、彼はAIBのNW殲滅部隊に入隊し、訓練を積み上げた。殲滅部隊で唯一、NWと戦った経験があり、NWの実力を正確に把握している。戦闘能力は極めて高く、多くの戦闘経験から得た知識を持っている。
クレア・ケリー
AIB・NW殲滅部隊の隊員。合衆国陸軍特殊部隊出身。狙撃の名手。過去に軍人時代のディクソンの部隊に所属していたことがある。
ハンク・ハリソン
AIB・NW殲滅部隊のチーフ。合衆国陸軍特殊部隊出身。NWとの戦闘は今回が初めてだが、長い間特殊部隊の兵士を務めてきたベテランであり、爆発物の取り扱いに関して深い知識と経験を持つ。
デュエイン・ハンソン
AIB・NW殲滅部隊の隊員で運転手兼通信士。情報工学・数学・電子工学に関して深い知識を持ち、主にロイドたちのサポートを務めている。
ディクソン大佐
AIB・NW対策部門のトップ。ロイドたちの指揮官を務めている。自身の家族をNWに奪われて以来、NW殲滅のためなら手段を選ばない冷酷非情な人物となっている。

### ナイトウォーカー
吸血という行為で増殖するヴァンパイア。人間を襲い、人間をNWに変える能力を持つ。太陽光を嫌い、夜を好む。戦闘能力や体力は人間を遥かに超えるが、雨が降っている場合は能力が低下する。
また、NWの中には高次個体というものが存在しており、その高次個体によって集団を成している。高次個体を倒すことで、高次個体から発生したNWたちも消える。
ブラッド・ヘスラー
ナイトウォーカーの指導者。ナイトウォーカーとは異なり、自然発生的に誕生したオリジナルのヴァンパイアであり、見た目に反して800年以上の年月を生きている。ナイトウォーカーと人間との戦いに消極的であり、ナイトウォーカーの存在意義について疑問を抱いている。
エドワード・ヴァンダイク
高次個体の１人。
ジェームズ・スミス
高次個体の１人。5年前にロイドが所属していた部隊を壊滅させた張本人であり、その際にロイドに顔面に傷を負わされたことから、互いに因縁を抱いている。
マーガレット・アトウィル
高次個体の紅一点。
チャールズ・J・ランドル
高次個体のリーダー格。ナイトウォーカーの実質的な指導者であり、人類を根絶しナイトウォーカーの世界を創るために他の高次個体と共にある計画を企てている。
モニーク
ヘスラーの側近の女性。ヘスラーと同様にオリジナルのヴァンパイアであり、過去にヘスラーに命を救われて以来、彼に絶対的な忠誠を誓っている。

### その他の人物
アーンスト・フォーレイ
生物学者。5年前の事件でナイトウォーカーに拉致されている。
エミリー・フォーレイ
5年前の事件でロイドに保護されたフォーレイ教授の娘。謎のオルゴールの音色と共にロイドの前に姿を現す。